# Salvador (Puig Antich)
Pour les articles homonymes, voir Salvador (homonymie) et Puig.
Pour plus de détails, voir Fiche technique et Distribution.
Salvador (Puig Antich) est un film espagnol en catalan de Manuel Huerga, sorti en 2006.
Il a été présenté au festival de Cannes 2006 dans la section «Un certain regard». Le 15 septembre 2006, il fit partie des trois films choisis par l'Académie des Arts et des Sciences Cinématographiques d'Espagne comme candidat pour représenter le pays aux Oscars.

## Synopsis
Le 2 mars 1974, sous le régime de Franco, Salvador Puig i Antich, militant espagnol anarchiste, a été le dernier exécuté par « garrot vil ». Le film retrace la vie de Salvador depuis son engagement politique au sein du MIL jusqu'à son exécution.

## Polémique sur la véracité de l'histoire
Autant le film que le livre sur lequel il se base ont reçu de fortes critiques, de la part d'anciens militants de la MIL, compagnons de Salvador, qui affirment que le film vide de contenu politique le personnage de Puig Antich, et rend faussement digne l'image de son maton, du juge militaire et de la Brigada Político-Social de la police franquiste.

## Fiche technique
- Photographie : David Omedes
- Musique : Lluís Llach
- Production : Jaume Roures

## Distribution
- Daniel Brühl : Salvador Puig Antich
- Tristán Ulloa : Oriol Arau (avocat de Salvador)
- Leonardo Sbaraglia : Jesús Irurre (fonctionnaire de prison)
- Leonor Watling : Montse Plaza (le grand amour de Salvador)
- Ingrid Rubio : Margalida (la dernière amie de Salvador)
- Celso Bugallo : père de Salvador
- Mercedes Sampietro : mère de Salvador
- Olalla Escribano : Imma Puig (sœur de Salvador)
- Carlota Olcina : Carme Puig (sœur de Salvador)
- Bea Segura : Montse Puig (sœur de Salvador)
- Andrea Ros : Merçona Puig (sœur de Salvador)
- Jacob Torres : Santi Soler (enfant)
- Joel Joan : Oriol Solé
- Pau Derqui : Jordi Solé
- Oriol Vila : Ignasi Solé
- Raül Tortosa : Quim Puig Antich (frère de Salvador)

## Récompenses et distinctions
- Festival Cinespaña 2006, à Toulouse : Prix du public